# Eriopsis sceptrum
Eriopsis sceptrum är en orkidéart som beskrevs av Heinrich Gustav Reichenbach och Josef Ritter von Rawicz Warszewicz. Eriopsis sceptrum ingår i släktet Eriopsis och familjen orkidéer. Inga underarter finns listade i Catalogue of Life.

## Bildgalleri

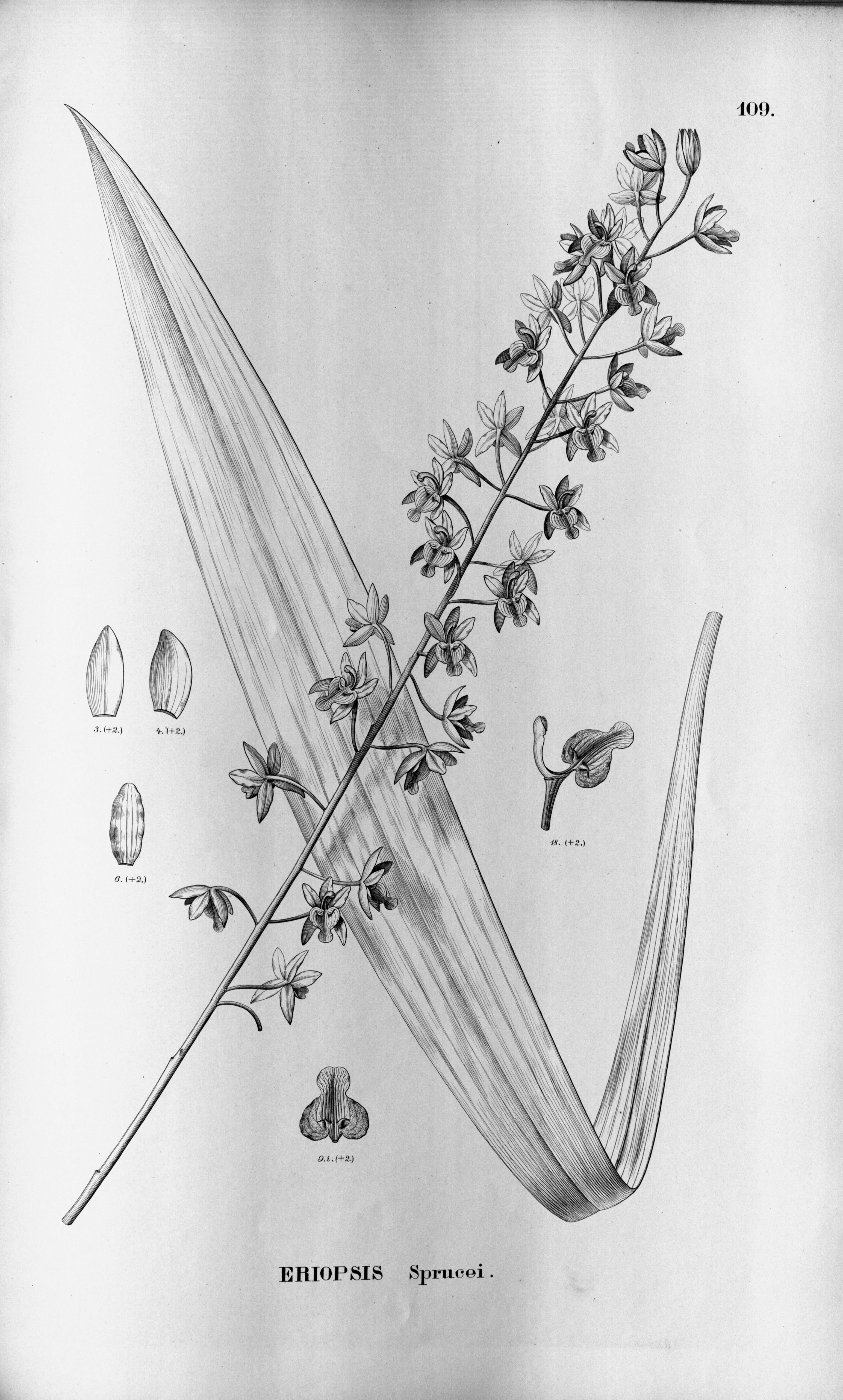
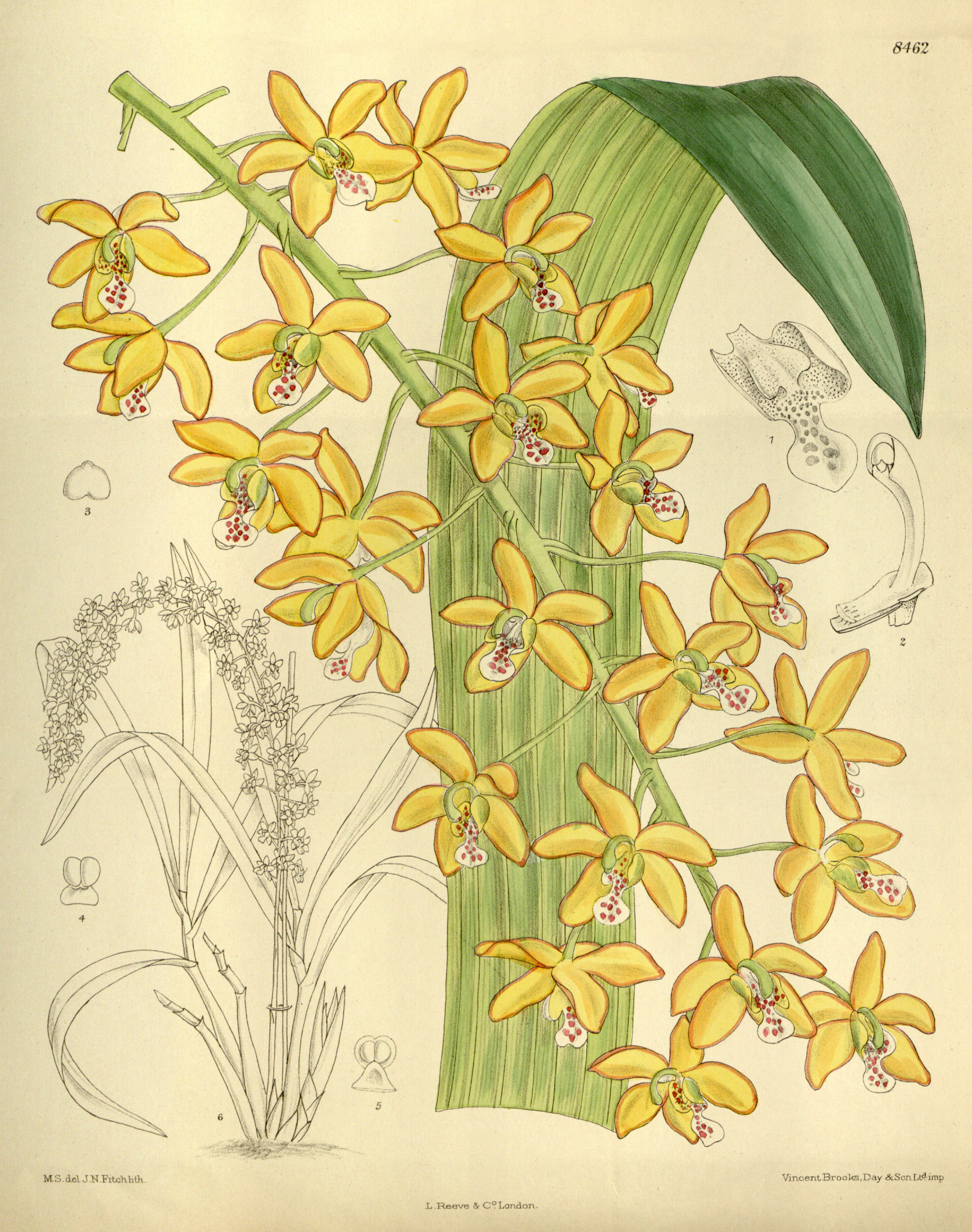